# Матьє Дандено
Матьє Дандено (фр. Mathieu Dandenault; 3 лютого 1976, м. Шербрук, Канада) — канадський хокеїст, захисник.
Виступав за «Шербрук Фоконс» (QMJHL), «Детройт Ред-Вінгс», «Адірондак Ред-Вінгс» (АХЛ), ХК «Азіаго», «Монреаль Канадієнс», «Гартфорд Вулф-Пек» (АХЛ).
В чемпіонатах НХЛ — 868 матчів (69+135), у турнірах Кубка Стенлі — 83 матчі (3+8).
У складі національної збірної Канади учасник чемпіонату світу 2003 (9 матчів, 2+3).
Досягнення
- Чемпіон світу (2003).
- Володар Кубка Стенлі (1997, 1998, 2002).